# Sebastian Stief
Sebastian Stief (* 11. Januar 1811 in Tengling bei Tittmoning, damals zu Salzburg, ab 1. Januar 1816 zu Bayern  gehörig; † 29. Juli 1889 in Salzburg) war ein Salzburger Maler in der Zeit des späten Biedermeiers.

## Leben
Sebastian Stief wurde geboren als Sohn der Eheleute Josef und Elisabeth Stief, die das Schneider-Gewerbe ausübten, und fiel schon früh durch naturgetreue Porträts von Lehrern und Mitschülern auf, die er mit Kohle oder Kreide auf Wände oder Scheunentore zeichnete.

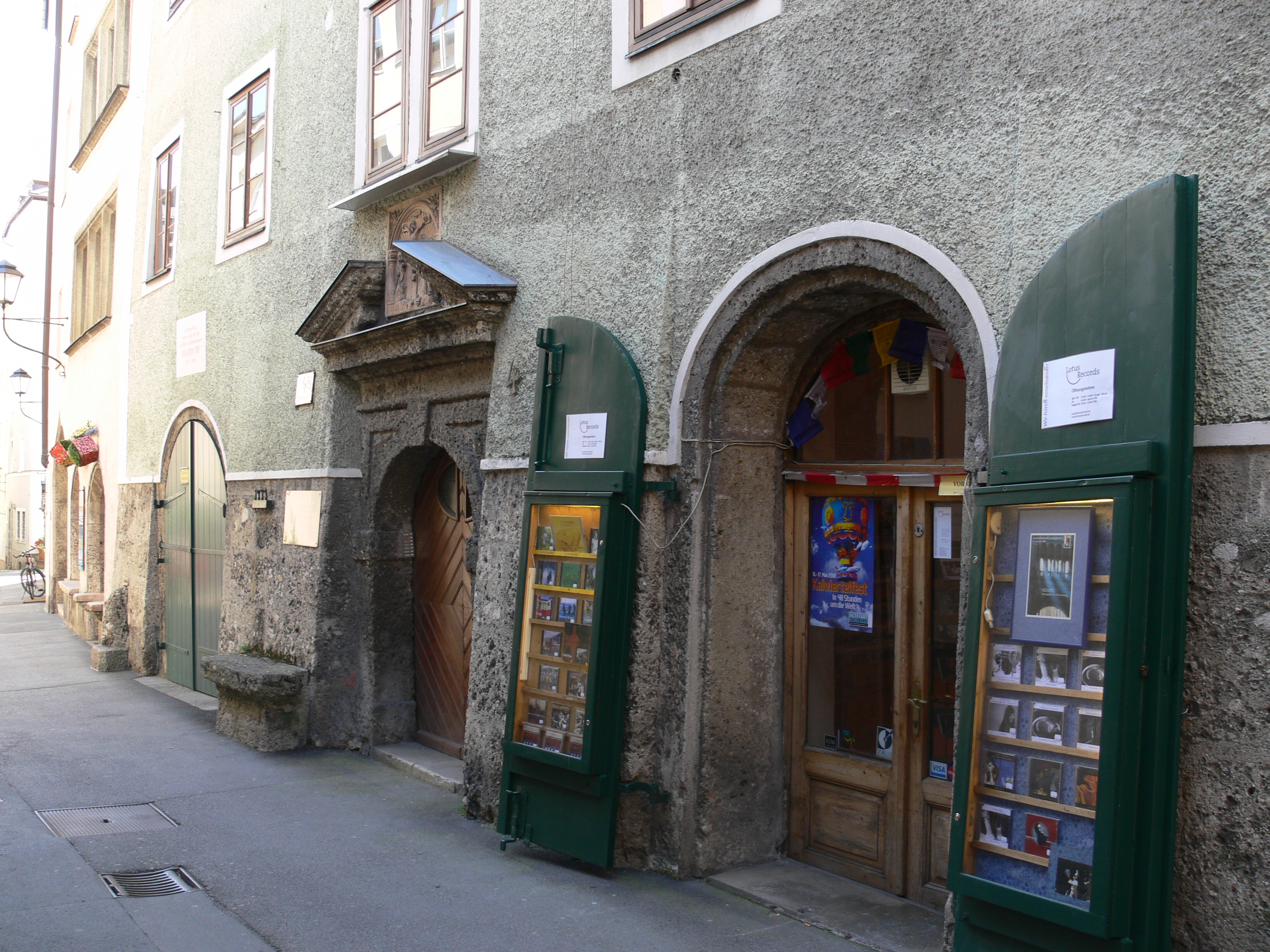
In diesem Haus in der Pfeifergasse in Salzburg lebte Sebastian Stief von 1839 bis zu seinem Tod.

Den ersten Zeichenunterricht erhielt er bei dem Maler Johannes Neumüller in Traunstein; eine Augenkrankheit zwang den jungen Sebastian jedoch zu einer künstlerischen Zwangspause. Erst nach der Behebung dieses Leidens konnte er mit Hilfe eines königlichen Stipendiums ein Studium an der Münchner Kunstakademie beginnen. Hier wurde er Schüler der damals berühmten Maler Peter von Cornelius und Julius Schnorr von Carolsfeld, der ihn in die Richtung des neunazarenischen Stils lenkte. Sein ausgesprochenes Talent für die Porträtmalerei verschaffte ihm einen Auftrag des bayerischen Königs Ludwig I., einen Sohn und zwei Töchter des Königs zu malen, was für Stief eine glänzende Empfehlung für seine künstlerische Zukunft bedeutete. Nach Abschluss des vierjährigen Studiums verdiente er sich seit 1832 sein Geld mit Miniatur- und Porträtmalerei in München, Regensburg und Passau.
Eine Blechspielzeugfabrik in Seekirchen, die er geerbt hatte, gab er 1838 wegen der großen Nürnberger Konkurrenz auf. 1839 bezog Stief in Salzburg ein Haus in der Pfeifergasse 4, in dem er mit seiner Familie wohnte. Sebastian Stief starb am 29. Juli 1889 in Salzburg und ist in der Familiengruft in St. Peter begraben; eine Salzburger Innenstadt-Gasse in der Nähe seines Wohnhauses ist nach ihm benannt.
„Er verdient als der bedeutendste Porträtmaler Salzburgs des 19. Jahrhunderts bezeichnet zu werden.“ (Lieselotte Hoffmann)

## Werke
Aus seiner Hand stammen insgesamt 821 Gemälde, darunter 555 Porträts, teilweise von bekannten Persönlichkeiten (etwa von zwei Erzbischöfen, von dem Gründer des Salzburg Museums Vinzenz Maria Süß und von Franz Xaver Gruber, dem Komponisten der „Stillen Nacht“). Es sind „solide Arbeiten von photographischer Genauigkeit, säuberlicher Farbauftrag und Liebenswürdigkeit kennzeichnet diese Bilder“ im spätbiedermeierlichen Nazarener-Stil (Hans Roth).  Eines der bekanntesten Bilder Sebastian Stiefs von 1885 heißt: Ankunft des hl. Rupertus mit seinen Gefährten Chuniald und Gislar im Anblick der römischen Ruinen Iuvavums (Salzburgs); auch das Bild Erbauung des ersten Salzburger Domes durch den Heiligen Virgil wird gerühmt.
Sein Selbstporträt von 1855 hängt im Salzburg Museum in der Neuen Residenz. Als nach 1850 zahlreiche Kirchen umgestaltet wurden, fand er hier ein reiches Betätigungsfeld, wie viele sakrale Bilder in Kirchen im Rupertiwinkel belegen. In seinem Geburtsort Tengling stammen die Altarbilder in der Tenglinger und Burger Kirche (Seitenaltäre) und das Muttergottesbild in der Gessenhausener Kapelle von seiner Hand. In der Stadt Salzburg schuf er zumindest 60 Altarbilder (St. Sebastian, die Apsis in der Pfarrkirche Maria-Hilf-Leopoldskron-Moos), weitere im Bundesland Salzburg (Ebenau, Hallwang, Piesendorf, St. Aegidi bei St. Michael im Lungau) sowie Seitenaltäre in Seekirchen und Thomatal.

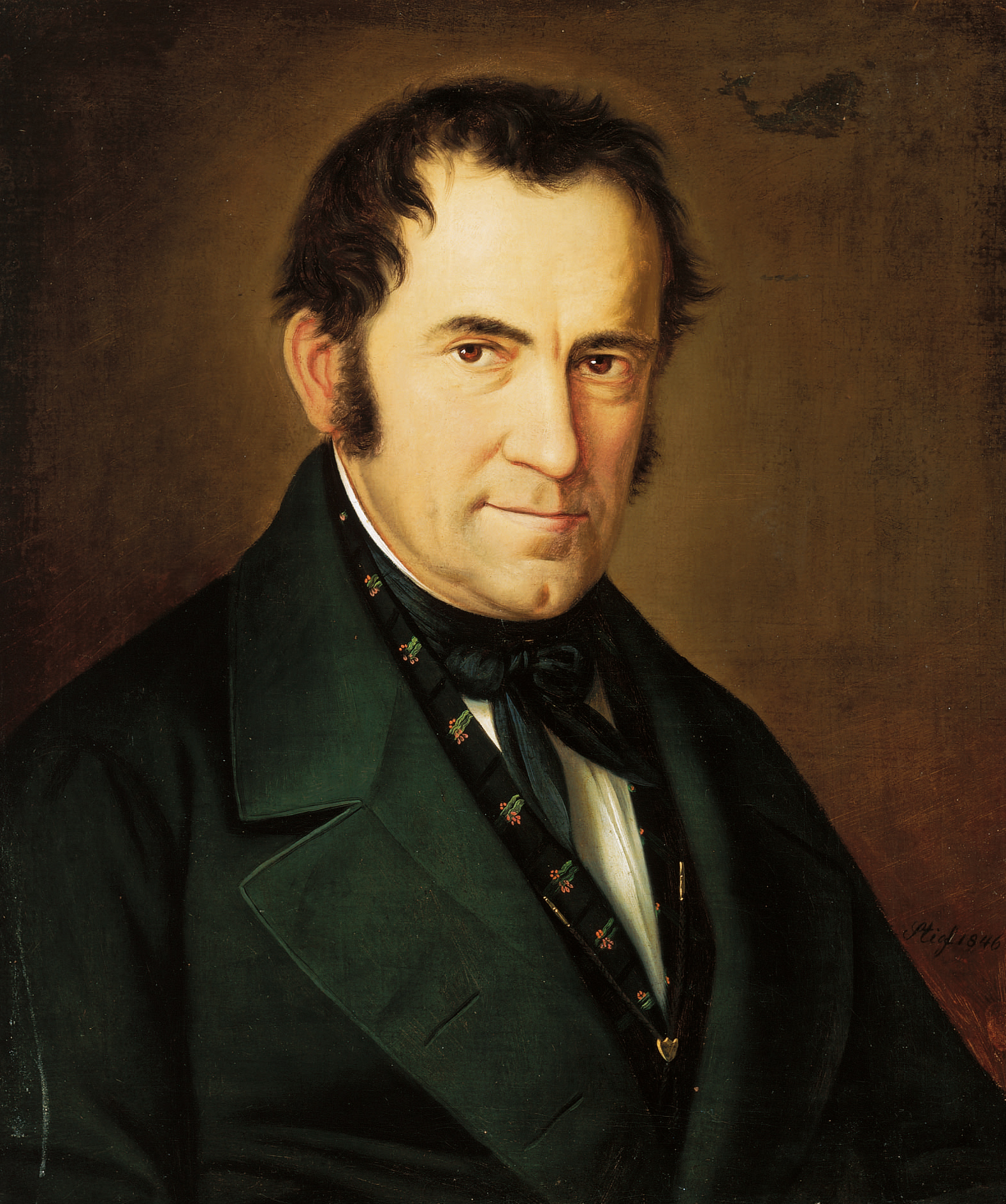
Porträt Franz Xaver Grubers (1846)
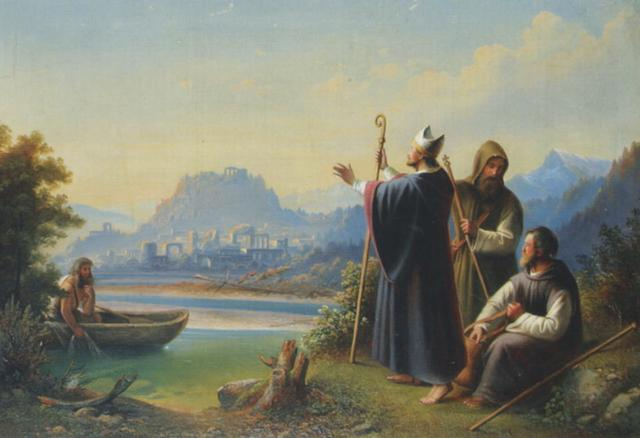
Ankunft des hl. Rupertus (1885)
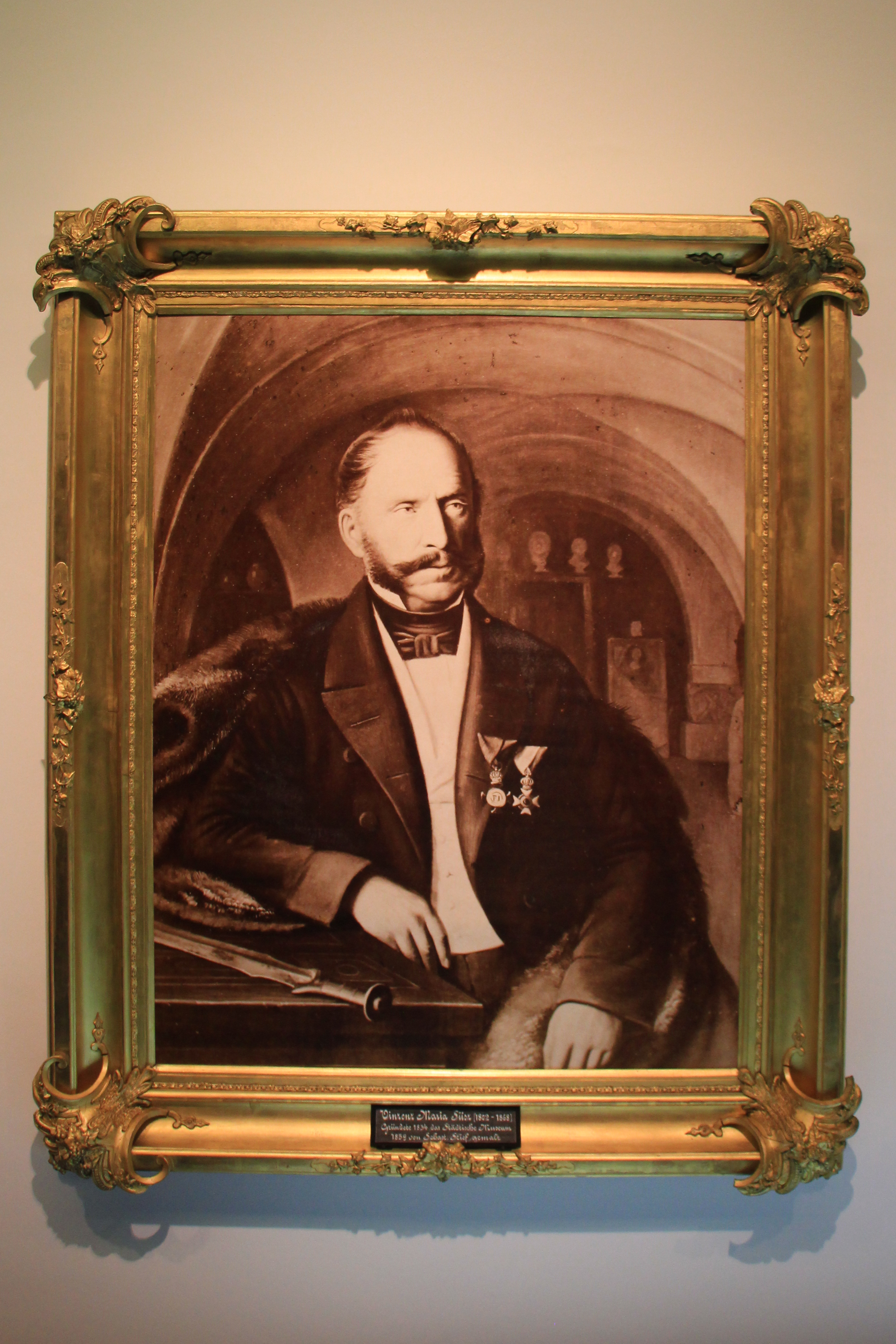
Porträt des Vinzenz Maria Süß
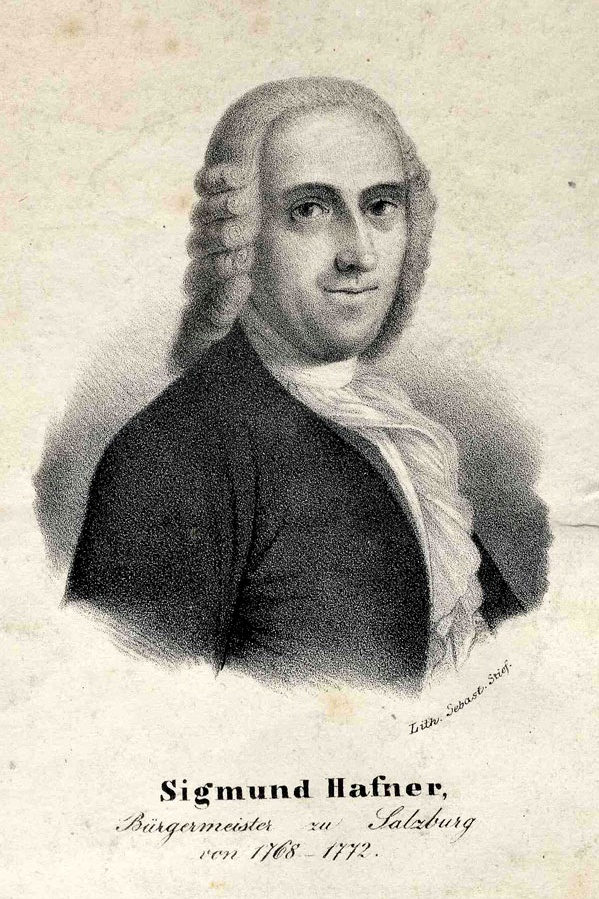
Porträt des Salzburger Bürgermeisters Sigmund Haffner
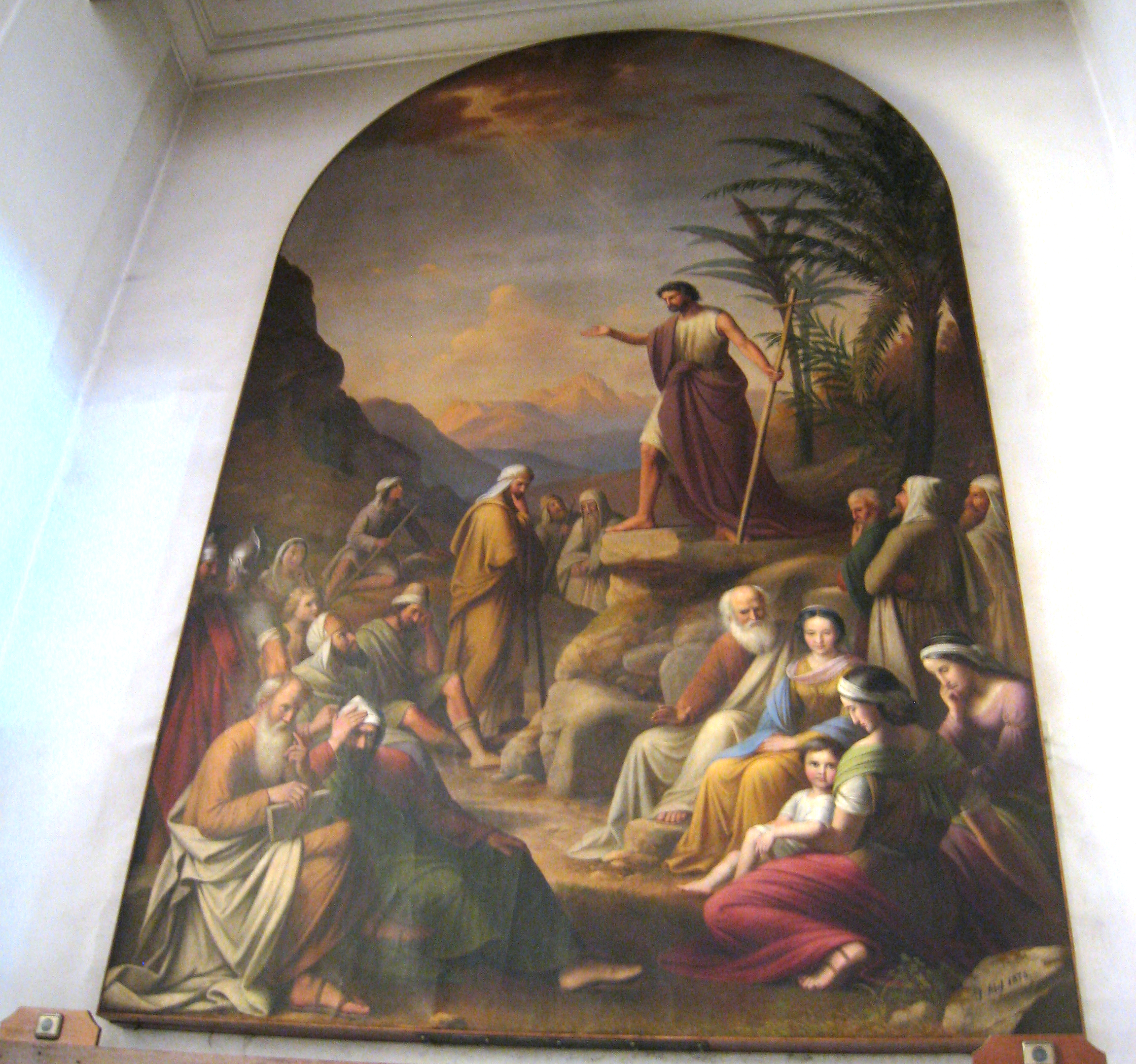
Johannes der Täufer (Dekanatspfarrkirche Saalfelden)

- 1851 Altarbilder der Pfarrkirche Pischelsdorf am Engelbach
- 1853 Kreuzwegbilder in der Pfarrkirche Berndorf bei Salzburg
- Bild „Johannes der Täufer“ für die Dekanatspfarrkirche Saalfelden